# Новоалександровка (Омский район)
Новоалександровка — упразднённое село в Омском районе Омской области. Входило в состав Надеждинского сельского поселения. Фактически включено в состав города Омска.

## География
Располагалось вдоль правого берега реки Иртыш, по дороге к селу Харино.

## История
Основано в 1852 г. По данным 1928 года село Александровка состояло из 228 хозяйств. В административном отношении являлось центром Александровского сельсовета Бородинского района Омского округа Сибирского края.

## Население
По переписи 1926 г. в селе проживало 1370 человек (687 мужчин и 683 женщины), основное население — русские.
Согласно результатам переписи 2002 года в населённом пункте проживало 526 человек, 98 % которых составляли русские.